# Дин гитаре
Дин Гитаре, или скраћено Дин је амерички произвођач жичаних инструмената и музичких производа. Познат је по електричним гитарама чврстог тела, бас гитарама и акустичним гитарама као што су Дин МЛ, Дин В, Дин З, али у скорије време Дин Разорбек, Дин Стелт, Дин Ајкон, Дин ВМНТ, Дин Зеро, и Дин Мако акустична гитара. Седиште је у Тампи, Флорида. Компанија такође производи и дистрибуира читав спектар производа који укључују, бас гитаре, бенџое, мандолине, укулеле, појачала, гитарске кутије, прибор и прилагођене гитарске магнете.

## Историја компаније
Дин компанија настала је 1976. и стекла признање широм света захваљујући бендовима као што су Харт, Кансас, Карс, Моли Хачет, Тријумф и ЗиЗи Топ. 
Компанија је основана у Чикагу, Илиноис, 1976. године од стране Дина Зелинског, али је 1997. године постала позната захваљујући Елиоту Рубинсону, када је његова компанија Армадило купила трговачко име . Данас породица Дин тренутно запошљава преко 100 људи: израђиваче и техничаре, дистрибутивно и продајно особље, пружаоце услуга за купце, административне службе и техничко и маркетиншко особље. 

## Инструменти
Дин је познат по моделима електричних гитара као што су МЛ, В, З, Кадилак, Сплиттејл, Солтеро, ЕВО, Ајкон, Кастом Зоун, Вендета и Дисивер.
Компанија је такође блиско сарађивала са фронтменом и гитаристом Мегадета, Дејвом Мастејном, који је понудио нацрте модела: Дејв Мастејн Сигнатур Серије Дин ВМНТ, Дин Зеро и Дин Мако, у распону од 300 долара до више 6000 долара. Дејвова гитара ВМНТ Свети Грал , новија инкарнација В гитара представљена 2016. године, пример је суперлативног карактера бренда.
Дин такође има моделе за Брета Мајклса, Мајкла Шенкера, Лизли Вест, Мајкл Анђела Батија, Мајкла Амота, Расти Кули и друге уметнике.
Модели бас гитара компаније укључују МЛ, В, З, Кадилак, Еџ, Метал Мен / Демонејтор, Хилсборо, Ентвистл, ЕВО и Кастом Зоуне. Дин је продужио свој асортиман производа другим жичаним инструментима као што су мандолине и банџои.

## Значајне гитаре
- Дин РазорбекДин Кадилак или "Кади"

- Дин Крејг Вејн Бојд Акустик
- Дин Кастом Серије
- Дин Дејв Мастејн Мако Акустик
- Дин Дејв Мастејн ВМНТ
- Дин Дејв Мастејн Зеро
- Дин Демонејтор Бас
- Дин Еџ Серије Бас
- Дин Ерик Петерсон Серије
- Дин ХардТејл
- Дин Хилсборо Бас
- Дин Џеки Винсент
- Дин Џон Ентвистл Бас
- Дин Мат Хифи МКХ
- Дин Мајкл Амот Тајрант
- Дин Мајкл Анђело Батио МАБ1 Арморфлејме / МАБ2 Авијатор
- Дин Мајкл Шенкер Серије
- Дин МЛ
- Дин МЛ Акустик
- Дин МЛ Укулеле
- Дин Разорбек
- Дин Разорбек В
- Дин РЦ Серије
- Дин Слеџхемер Бас
- Дин Солтеро
- Дин Сплиттејл
- Дин Стелт
- Дин Ули Рот Скај Гитара
- Дин В
- Дин "Винмен" Вини Мур Гитара
- Дин З
- Дин ЗКС

## Дин уметници
Значајни уметници из Дин листе:
- Брет Мајкллс из Поизона
- Крејг Вејн Бојд
- Дејв Мастејн из Мегадета
- Дејвид Винсент из Морбид Ејнџела
- Дајмбег Дaрел из Пантере и Демиџплена
- Еди Велиз из Кинга
- Елиот Истон из Карса
- Ерик Петерсон из Тестамента
- Џеки Винсент из Крај Веном
- Џон Коноли из Севендаста
- Карл Сандерс из Најла
- Кери Ливгрен из Канзаса
- Лизли Вест из Маунтина
- Мајкл Амот из Арч Енемија
- Мајкл Анђело Батио из Нитроа
- Мајкл Шенкер из Шкорпиона, НЛО и МСГ
- Рик Емет Трајамфа
- Расти Кули
- Ули Џон Рот из Шкорпиона
- Тајлер Морис
- Вини Мур из НЛОа